# Nikolaus Selnecker
Nikolaus Selnecker était un poète, réformateur et compositeur allemand né à Hersbruck, en Bavière, le 5 décembre 1532 et décédé le 24 mai 1592 à Leipzig.

## Biographie
C'est le fils de Georg Selnecker, notaire et par ailleurs secrétaire de mairie, et de Dorothea (née Peer). La famille part rapidement (entre 1534 et 1536) pour Nuremberg où il devient organiste de la chapelle du château en 1542. Le 29 avril 1550, Nikolaus Selnecker commence à étudier à l'université de Wittemberg où il obtient son diplôme de magister le 31 juillet 1554. Il devient membre de la faculté de philosophie le 1er mai 1555 et doyen à l'été 1556. L'amitié qui lie son père avec Philippe Mélanchthon lui ouvre les portes de ce dernier qui le recommande comme prédicateur à la cour de Dresde. Il est ordonné prêtre à Wittemberg le 1er février 1558 et se marie en 1559. En mars 1565, Selnecker arrive à Iéna comme professeur de théologie mais très vite les gnésio-luthériens lui intiment l'ordre de libérer les lieux. Il rejoint alors Leipzig en 1568 pour le même poste de professeur de théologie et obtient le titre de docteur en théologie le 10 mai 1570 à Wittemberg. Les gnesio-luthériens continuent à gêner l'action du philippiste qu'il revendique toujours être. Il participe alors à la création de l'université de Helmstedt avant d'être nommé pasteur de l'église Saint-Thomas de Leipzig. Les troubles occasionnés par les différentes factions protestantes l’emmène à Magdebourg, puis Hildesheim. Peu de temps avant de mourir, Selnecker revient à Leipzig où il sera enterré à Saint-Thomas en grande pompe.
Johann Sebastian Bach a repris un de ses poèmes pour sa cantate BWV 6.

## Œuvre
Selnecker a laissé 170 revues, dont la luthérienne Historia (1575) et plus de 120 cantiques dont certains figurent encore dans les livres de messe allemand.
- Epitome in libros octo Physicorum Aristoteles, ca 1560
- Argumenta et annotiones in librum sapientiae Salomonis, um 1561
- Catalogus praecipuorum Conciliorum Oecumeniorum et Nationalum a tempore Apostolorum usque ad nostra tempora, 1561 et 1571
- Epistula prima St. Johannae, um 1561/62
- Theophania sive Comoedia de primorum parentum conditione et ordinum sive graduum in genere humano institutione, um 1562
- Libellus brevis et utilis de coena domini, um 1562
- vera et invicta doctrina de coena contra sacramentarios, um 1562-63;
- 50 Psalmen des königlichen Propheten David ausgelegt, 1563
- capita doctrinae christianae quam Catechismum nominamus, versibus reddita, ca 1563;
- Der ganze Psalter des königlichen Propheten David ausgelegt, 1565-66
- Pädagogia christiana, 1566, 15672, 15713, 15774, dt. 1569, 15702
- Bericht, wie sich ein Christ in Sterbensläufen trösten und halten soll, 1566;
- Tröstliche Sprüche und Grabschriften aus der heiligen Schrift, 1567;
- Posodia, 1568
- Commentar in Genesim, 1569
- Psalter Davids mit kurzen Summarien und Gebetlein, 1572
- Institutio religionis christianae continens explicationem locorum theologicorum, 1573, 1579
- Historia Lutheri, 1575, dt. 1578
- Commentarius in omnes Pauli epp., 1578
- Commentarius in harmoniam evang., 1578;
- Noatio de studio theologiae, 1579; Colloquia oder Tischreden M. Luthers, 1580
- Jungfrauenspiegel und von Notwendigkeit wahrhafter Kirchenzucht, 1580
- Examen ordinanorum aut Forma explicationis examinis ordinandorum, olim scripti a Ph. Melanchthone, instituta et accommodata ad veram confessionem, 1582, 1584 et 1592
- Operum lat. partes IV, 1584-93
- Christliche Psalmen, Lieder und Kirchengesänge 1587
- Ehe und Regentenspiegel, 1589
- Trostsprache für Christen, 1594